# Battaglia di Paderborn
La battaglia di Paderborn venne combattuta tra il 30 marzo e il 1º aprile 1945, durante i più ampi scontri dell'invasione alleata della Germania nella seconda guerra mondiale.
Nell'ambito dell'offensiva finale sferrata contro la Germania nazista dalle forze degli Alleati occidentali oltre il corso del fiume Reno, la 3rd Armored Division statunitense ricevette il compito di contornare da meridione la regione industriale della Ruhr al fine di chiuderla in un'unica grande sacca; il punto di giunzione della manovra di accerchiamento venne fissato nella cittadina di Paderborn, davanti alla quale i reparti corazzati statunitensi si presentarono la mattina del 30 marzo 1945 dopo un'avanzata solo debolmente contrastata dai tedeschi.
L'area attorno a Paderborn era stata tuttavia recentemente presidiata da una combattiva unità di Waffen-SS, la SS-Panzerbrigade Westfalen, costituita attingendo al personale della  vicina scuola di guerra di Sennelager; le unità tedesche contesero ferocemente la zona alle unità statunitensi per tre giorni, con combattimenti molto duri che costarono la vita anche la comandante della 3rd Armored Division, il maggior generale Maurice Rose. Alla fine, la sproporzione di forze obbligò i tedeschi a ripiegare, consentendo agli statunitensi di completare la manovra di accerchiamento e chiudere così la sacca della Ruhr, all'interno della quale rimasero intrappolati centinaia di migliaia di soldati tedeschi.

## Antefatti
La campagna finale degli Alleati occidentali per l'eliminazione della Germania nazista ebbe inizio il 22 marzo 1945. Completata l'occupazione delle regioni a occidente del Reno, le forze agli ordini del Supreme Headquarters Allied Expeditionary Force sferrarono una serie di offensive in successione attraverso il corso del Reno stesso, infrangendo rapidamente la resistenza di una Wehrmacht sempre più debole: nel settore centrale del fronte, la Third United States Army passò il Reno a Oppenheim con un attraversamento d'assalto sferrato di sorpresa nella notte tra il 22 e il 23 marzo, mentre più a nord le forze congiunte della Second Army britannica e della Ninth United States Army sferrarono la mattina del 24 marzo una vasta operazione di assalto anfibio e aviotrasportato oltre il fiume nella zona compresa tra Rees e Wesel. In mezzo a queste due punte avanzate, infine, la First United States Army del generale Courtney Hodges sferrò la mattina del 25 marzo una spallata fuori dalla sua testa di ponte già stabilita a oriente del Reno attorno a Remagen, frutto della precedente riuscita dell'operazione Lumberjack all'inizio di marzo.
Secondo i piani del Twelfth United States Army Group del generale Omar Bradley, le tre armate statunitensi dovevano mettere in atto una vasta manovra di accerchiamento della Regione della Ruhr, cuore della produzione industriale e bellica tedesca, intrappolando al suo interno le forze dell'Heeresgruppe B e impedendogli di ripiegare verso nuove posizioni della Germania centrale: la Ninth Army doveva costituire il braccio settentrionale dell'accerchiamento mentre la First Army avrebbe rappresentato quello meridionale, con la Third Army a proteggere il suo fianco più a sud. Schierato nel settore settentrionale del fronte della First Army, il VII Corps del generale Joseph Collins rappresentava l'elemento più interno e più a contatto della Ruhr del più vasto braccio meridionale della tenaglia, e il 25 marzo affrontò gli scontri più duri per fuoriuscire dalla testa di ponte di Remagen: le unità tedesche erano però ormai decimante, a corto di equipaggiamenti e con il morale basso, e la resistenza della 15. Armee tedesca crollò sotto il diluvio di fuoco d'appoggio scatenato dagli aerei e dall'artiglieria statunitense. Rotta la linea di resistenza iniziale e respinti i deboli contrattacchi delle scarse riserve tedesche, la 3rd Armored Division del maggior generale Maurice Rose si pose alla testa dell'avanzata del VII Corps di Collins, avanzando in profondità con i suoi reparti corazzati e meccanizzati: aggirato il 26 marzo il centro di resistenza tedesco di Altenkirchen, la divisione si spinse con decisione verso est, superando il 27 marzo il corso del fiume Dill dopo un'avanzata quasi incontrastata di più di venti chilometri. Il giorno successivo, 28 marzo, la divisione avanzò di altri 32 chilometri fino a occupare l'antica città di Marburgo sull'alto corso del fiume Lahn: la resistenza incontrata fu tutto tranne che solida, e la divisione catturò quel singolo giorno circa 10000 prigionieri di guerra.
Quello stesso 28 marzo Bradley ritenne che le sue armate si fossero spinte a sufficienza verso est, e diede disposizione perché iniziassero la fase finale dell'accerchiamento della Ruhr: con al Third Army diretta a Kassel a nord-est per proteggere il suo fianco meridionale, la First Army doveva ora piegare verso nord e chiudere la sacca andando incontro ai reparti della Ninth Army in arrivo da settentrione; il punto di congiunzione delle due armate venne fissato attorno alla cittadina di Paderborn. Hodges assegnò al corpo d'armata di Collins la spinta principale in direzione di Paderborn, e la 3rd Armored Division si mise quindi in marcia dalla zona di Marburgo procedendo verso est; la divisione di Rose fu rinforzata con reparti di fanteria tratti dalla 104th Infantry Division, mentre il resto di questa divisione fu motorizzato attingendo a ogni camion e veicolo disponibile per costituire una forza di rincalzo alle spalle della 3rd Armored Division.

## Forze in campo

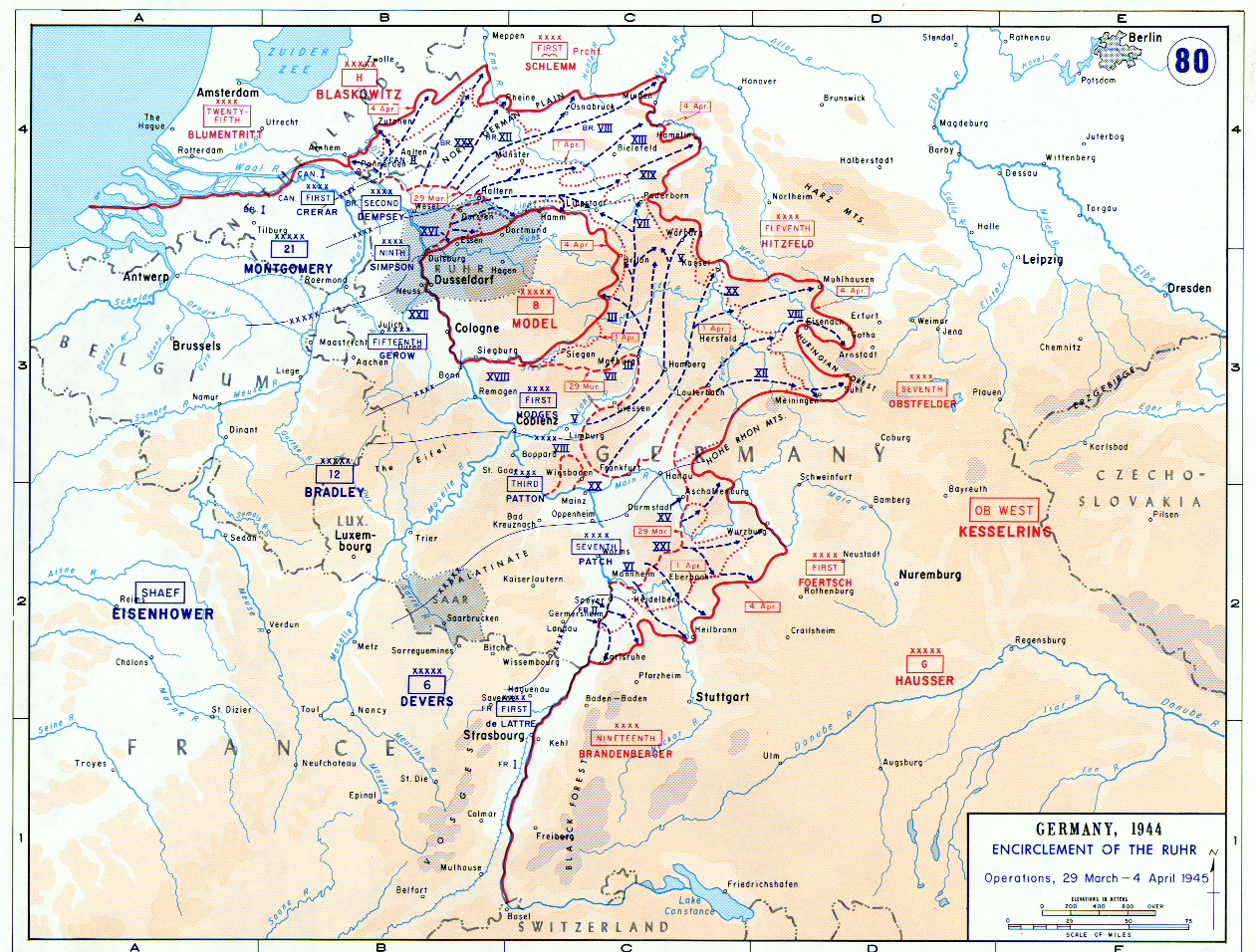
Carta della Germania occidentale con indicate le offensive degli Alleati tra il 29 marzo e il 4 aprile 1945

Come le altre divisioni corazzate dello United States Army dell'epoca, la 3rd Armored Division era strutturata su due reggimenti corazzati ciascuno su tre battaglioni di carri armati, un reggimento di fanteria meccanizzata su tre battaglioni e un reggimento di artiglieria semovente su tre battaglioni, oltre a unità di supporto come un battaglione di cavalleria corazzata da ricognizione, un battaglione di cacciacarri e un battaglione del genio; in vista dell'offensiva su Paderborn, alla divisione era stato aggregato come rinforzo anche un reggimento di fanteria su tre battaglioni tratto dall'organico della 104th Infantry Division. Sul campo, i battaglioni corazzati, di fanteria e di artiglieria erano equamente distribuiti tra tre combat command (designati come CCA, CCB e CCR), delle brigate inter-arma capaci di operare in maniera indipendente l'una dalle altre; le brigate erano a loro volta divise in due task force (TF, identificate con il cognome del colonnello posto al loro comando), formazioni ad hoc il cui organico variava giornalmente in ragione della missione assegnata.
Il comandante dell'Heeresgruppe B tedesco, il feldmaresciallo Walter Model, si era ben presto reso conto che lo sfondamento ottenuto dagli statunitensi nel settore della 15. Armee metteva a serio rischio di accerchiamento l'intera Ruhr, ed era corso ai ripari cercando di allestire una nuova linea difensiva più a est appoggiandosi alla zona montuosa dello Harz. La Wehrmacht era ormai in pieno disfacimento materiale e morale, ma vi era comunque un certo numero di unità d'élite o fanaticamente devote ancora disposte a combattere: nell'ambito di questi affrettati preparativi difensivi, il 29 marzo Model ordinò di formare una brigata corazzata attingendo al personale del centro di addestramento alla guerra corazzata delle SS di Sennelager, poco a nord di Paderborn, e di dislocare l'unità a difesa delle sue linee di comunicazione minacciate dall'avanzata del VII Corps statunitense. Al comando dell'Obersturmbannführer Hans Stern, la neonata SS-Panzerbrigade Westfalen si componeva di due reggimenti di fanteria su tre battaglioni, creati all'istante mettendo assieme varie unità separate di addestramento e composti da un miscuglio di reclute appena formate e istruttori veterani; la brigata schierava una singola compagnia corazzata equipaggiata con quindici vecchi carri armati Panzer III, obsoleti e fino a quel momento impiegati in compiti di addestramento.
Per rimpolpare i ranghi della SS-Panzerbrigade Westfalen, fu trasferito sotto il comando di Stern anche un battaglione corazzato pesante dell'Esercito, inviato a metà del febbraio 1945 a Sennelager per essere riorganizzato e riequipaggiato con nuovi carri armati usciti dalle catene di montaggio della vicina Kassel. Benché avesse subito tremende perdite sul fronte orientale nel tentativo di contenere le offensive sovietiche dell'inverno 1944-1945, lo Schwere Panzerabteilung 507 rimaneva un'unità d'élite, accreditato della distruzione di più di 600 carri armati sovietici e con nei ranghi sei soldati decorati con la Croce di cavaliere della Croce di Ferro, la massima onorificenza tedesca. Nel marzo 1945 il battaglione era stato solo in parte ricostruito, ma schierava ventuno carri armati pesanti Panzer VI Tiger II e tre cacciacarri Jagdpanzer V Jagdpanther.

## La battaglia

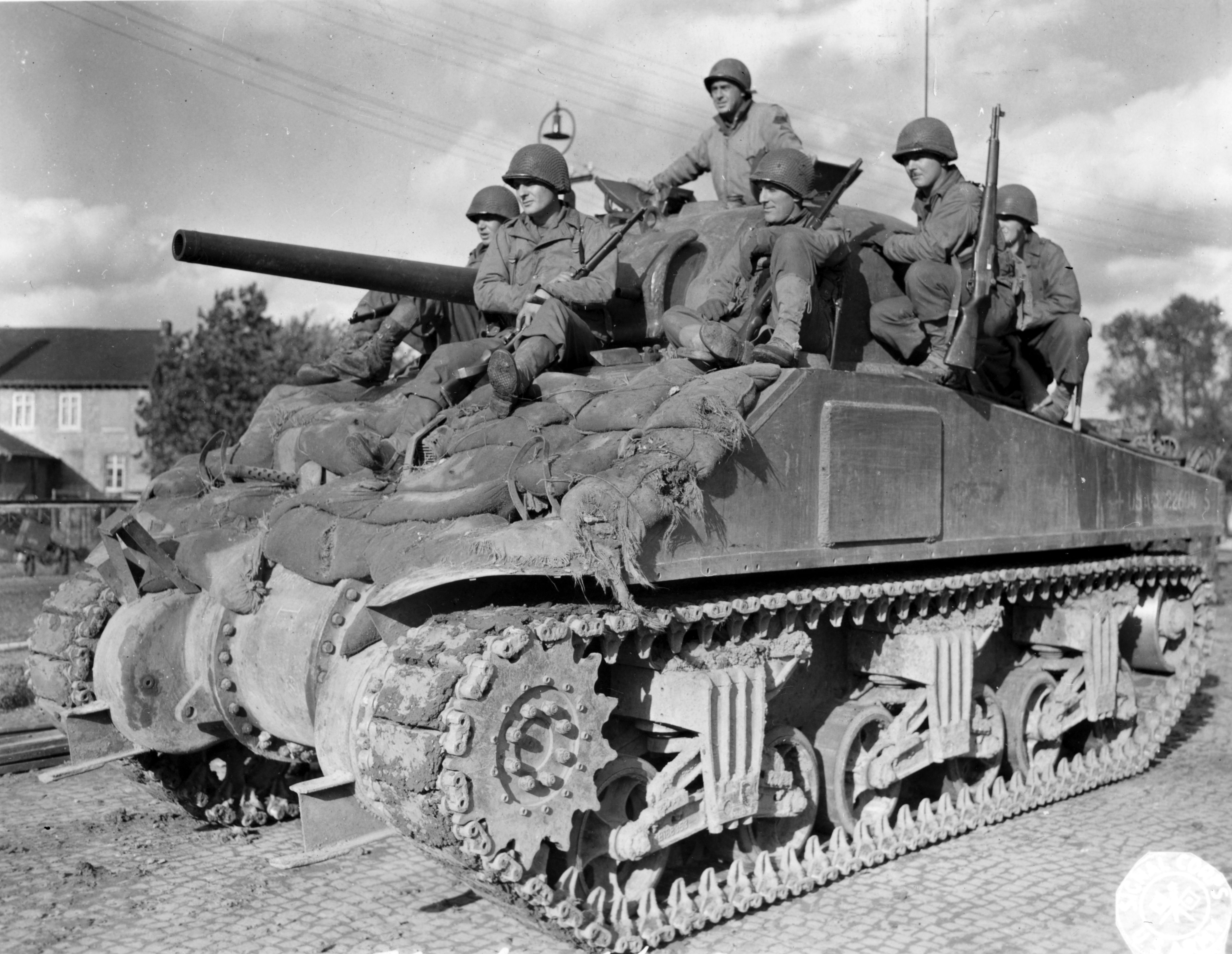
Fanti della 3rd Armored Division imbarcati su uno dei carri M4 Sherman della divisione durante le opreazioni sul fronte occidentale

Il 29 marzo la 3rd Armored Division riprese la sua avanzata movendo dalla zona di Marburgo verso nord-est alla volta di Paderborn; la divisione procedeva nello schieramento abituale con due combat command in prima linea (il CCR sulla sinistra e il CCB sulla destra) e un terzo (il CCA) in riserva alle spalle; le quattro task force dei due combat command erano disposte in modo da procedere sull'obiettivo proveniendo da quattro direzioni diverse. Nel corso della giornata la divisione avanzò con decisione, coprendo più di 70 chilometri e fermandosi a mezzanotte a circa 25 chilometri più a sud di Paderborn; furono sfondati o aggirati vari posti di blocco tedeschi, ma la resistenza incontrata fu leggera e numerosi soldati tedeschi si arresero dopo essere stati presi di sorpresa dall'avanzata dei reparti meccanizzati statunitensi.
La mattina presto del 30 marzo (venerdì santo) il battaglione da ricognizione della 3rd Armored Division, in testa al resto della divisione, iniziò a entrare in contatto con gli avamposti della SS-Panzerbrigade Westfalen. Giunta in posizione solo poche ore prima, la brigata tedesca schierò uno dei suoi reggimenti (lo SS-Regiment Meyer, così chiamato dal nome del suo comandante) a protezione delle vie di accesso a Paderborn da sud, mentre il secondo reggimento (SS-Regiment Holzer) venne schierato più a est nella zona di Lichtenau per allestire una linea difensiva appoggiandosi alla sponda del fiume Diemel; due compagnie dello Schwere Panzerabteilung 507 erano nascoste nei boschi subito a sud di Paderborn. Lo schieramento dei reparti tedeschi avvenne in fretta, e lasciò il fianco occidentale pericolosamente scoperto.
Dopo il primo contatto con gli avamposti del SS-Regiment Meyer nei villaggi di Husen e Wunneberg, le unità da ricognizione statunitensi si ritirarono per lasciare campo libero alle task force in arrivo da sud. Sulla sinistra, il CCR spinse in avanti la TF Richardson, che aggirò rapidamente il villaggio di Wunneberg, difeso da una sola compagnia tedesca, e riprese l'avanzata verso Paderborn passando attraverso il villaggio di Haaren. Nel primo pomeriggio la TF Richardson arrivò alle porte del centro abitato di Borchen, dove la resistenza tedesca si irrigidì: un interno battaglione di SS si era asserragliato nella cittadina, e contese ferocemente il passaggio ai corazzati statunitensi facendo ampio ricorso a lanciarazzi anticarro Panzerfaust da distanza ravvicinata; coinvolti in pesanti combattimenti per tutto il resto del giorno, gli statunitensi ribattezzarono Borchen bazooka town. Sulla sinistra della TF Richardson, la TF Hogan del CCR era avanzata senza incontrare praticamente alcuna resistenza, ma anch'essa nel pomeriggio finì per l'impattare contro unità tedesche asserragliate nel villaggio di Wewer, quasi alle porte di Paderborn, rimanendo bloccata in combattimenti urbani per tutto il resto del 30 marzo.
Più a est, la TF Lovelady del CCB finì con l'impattare con il grosso del SS-Regiment Holzer schierato a protezione del villaggio di Scherfede, e passò l'intero 30 marzo a cercare un modo di aprirsi la via attraverso le linee nemiche. Alla sua sinistra, la TF Welborn ebbe invece apparentemente più successo: aggirate le difese avanzate tedesche a Husen, la task force si spinse con decisione in avanti, ingaggiando una serie di schermaglie con elementi del SS-Regiment Meyer e prendendo rapidamente i villaggi di Attelen, Henglarn ed Etteln; visto l'intasamento sulla strada principale per Paderborn dato dagli scontri ancora in corso nella zona di Borchen, la TF Welborn uscì da Etteln procedendo verso nord-est su strade secondarie attraverso i boschi della zona, prima di piegare a ovest per dirigere su Paderborn. La TF Welborn stava ottenendo l'avanzata migliore fino a quel momento, e il generale Rose inviò quindi sulla sua scia la TF Doan del CCA per sfruttare lo sfondamento; lo stesso generale si aggregò con un piccolo stato maggiore alla coda della TF Welborn, sperando di fare il suo ingresso a Paderborn quello stesso pomeriggio.

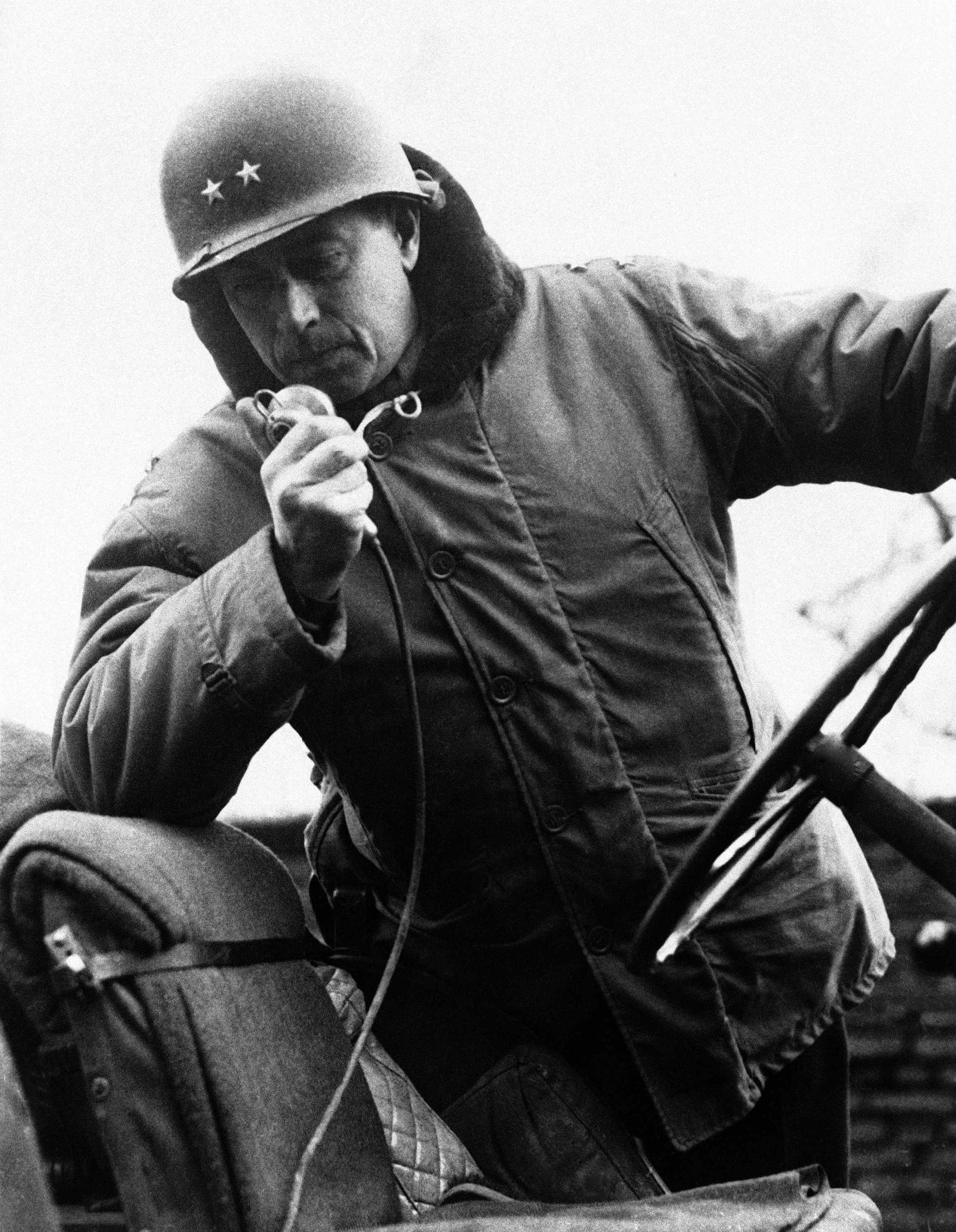
Il generale Maurice Rose in una foto scattata al fronte il 6 marzo 1945; meno di un mese dopo, Rose fu ucciso durante gli scontri attorno a Paderborn

A ovest della linea di avanzata della TF Welborn, nei pressi del villaggio di Hamborn, si trovava però una delle compagnie di carri Tiger II del Schwere Panzerabteilung 507, che verso le 15:30 iniziò a bersagliare la colonna statunitense dalla distanza di un chilometro sfruttando la copertura dei boschi. Gli statunitensi si fermarono e chiesero il supporto aereo, e verso le 16:00 una formazione di cacciabombardieri Republic P-47 Thunderbolt scese in picchiata sulle posizioni tedesche mitragliando e sganciando bombe; ritenendo che l'attacco avesse neutralizzato la minaccia, la TF Welborn riprese l'avanzata, procedendo allo scoperto verso nord su una strada secondaria alla volta di Hamborn. I Tiger II tedeschi non erano stati però minimamente scalfiti dagli attacchi aerei, e la colonna statunitense fu colpita per tutta la sua lunghezza dal fuoco a lunga gittata dei cannoni dei carri tedeschi; verso le 19:30, con l'oscurità crescente che impediva ulteriori attacchi aerei, i carri tedeschi uscirono dai boschi e avanzarono per dare il colpo di grazia alla decimata colonna statunitense. La TF Welborn subì una dura disfatta, lasciando distrutti sul terreno diciassette carri armati M4 Sherman, altrettanti semicingolati M3 Half-track e numerosi veicoli leggeri. Mentre cercava di far affluire in zona le riserve della TF Doan, nella confusione generale la jeep con a bordo Rose, il suo aiutante e il suo autista finì con l'andare a sbattere contro un carro armato tedesco; il comandante del carro sbucò dalla torretta e puntò un mitra contro gli statunitensi, ordinando loro di arrendersi. Rose cercò quindi di slacciare il cinturone con la pistola che portava al fianco, ma l'ufficiale tedesco interpretò l'azione come un gesto ostile e fece fuoco, uccidendo il generale; l'aiutante e l'autista di Rose approfittarono dell'occasione per darsi alla fuga e scamparono alla cattura. Il maggior generale Rose fu l'ufficiale statunitense più alto in grado a venire ucciso in combattimento nel teatro europeo della seconda guerra mondiale.
Approfittando della battuta d'arresto della 3rd Armored Division, Model decise di sferrare un contrattacco contro le retrovie della divisione, tagliando alla base il corridoio aperto dagli statunitensi lanciati verso Paderborn; tutto ciò che il feldmaresciallo riuscì a radunare per il contrattacco furono però due kampfgruppe improvvisati con fanteria di varia provenienza e una dozzina di carri armati, che si misero in marcia verso est dalla zona di Winterberg nelle ultime ore del 30 marzo. I tedeschi non avevano tuttavia fatto i conti con la rapida avanzata della 104th Infantry Division, che aveva seguito la scia della 3rd Armored Division muovendo a bordo di ogni veicolo disponibile: il contrattacco tedesco impattò quindi non contro unità delle retrovie ma contro reparti da combattimento già ben posizionati, e si ridusse a nulla di più di un raid di disturbo. Con il generale Doyle Hickey subentrato a Rose alla guida della 3rd Armored Division, nel frattempo i combattimenti nella zona di Paderborn ripresero furiosamente anche per tutto il 31 marzo. Dopo aver subito pesanti perdite nel corso degli scontri ravvicinati all'interno di bazooka town, la TF Richardson fece avanzare reparti di lanciafiamme e, con il loro aiuto, prese infine l'abitato di Borchen alla fine della giornata; alla sua sinistra, la TF Hogan riuscì infine ad avere la meglio sui difensori tedeschi di Wewer quello stesso 31 marzo. Al centro, lo Schwere Panzerabteilung 507 tentò un nuovo contrattacco uscendo fuori da Hamborn, ma questa volta fu il suo turno di cadere in un'imboscata tesa dalla TF Doan (ora TF Boles dopo alcuni cambi di comando) del CCA; l'unità tedesca dovette ritirarsi lasciando tre Tiger II distrutti sul terreno. Sul fianco orientale, la TF Lovelady riuscì infine a piegare la resistenza del SS-Regiment Holzer e ad obbligare i tedeschi a ripiegare verso est; gli statunitensi si assicurarono quindi il controllo del villaggio di Dorenhagen, aprendo una via d'attacco a Paderborn da est.
Contrariato dai pesanti combattimenti ancora in corso a Paderborn, e impensierito dal fallito contrattacco tedesco sferrato nella zona di Winterberg, il comandane del VII Corps generale Collins decise di cambiare i suoi piani; saltando la normale catena gerarchica, Collins chiamò direttamente il comandante della Ninth Army, generale William Hood Simpson, e concordò un nuovo punto di incontro tra le due formazioni per chiudere definitivamente i tedeschi in una sacca: Simpson ordinò immediatamente alla sua 2nd Armored Division di dirigere da nord su Lippstadt, cittadina ad alcuni chilometri più a ovest di Paderborn, mentre Collins ordinò alla 3rd Armored Division di distaccare la sua unica task force non ancora impiegata in combattimento, la TF Kane del CCA, per muovere su Lippstadt da sud. Le unità statunitensi si misero in marcia verso Lippstadt nelle prime ore del 1º aprile (domenica di Pasqua): le difese della SS-Panzerbrigade Westfalen non si estendevano più di tanto a ovest di Paderborn, e i reparti statunitensi avanzarono rapidamente incontrando solo una debole resistenza di gruppi sparsi di soldati tedeschi e postazioni della contraerea; entro le 15:30 le unità statunitensi si ricongiunsero nella zona di Lippstadt, portando alla chiusura della sacca della Ruhr. Contemporaneamente, quattro task force della 3rd Armored Division stavano convergendo su Paderbon, il cui centro abitato era stato ridotto in rovina dai bombardamenti aerei preparatori; la SS-Panzerbrigade Westfalen oppose ancora una resistenza fanatica, ma la spina dorsale della brigata era stata spezzata nei due giorni di combattimento precedenti e la sua presa sulla cittadina venne meno. Entro le 17:00 i reparti della 3rd Armored Division si erano assicurati il controllo delle rovine di Paderborn, mentre quanto restava della SS-Panzerbrigade Westfalen ripiegava verso est in direzione die monti dello Harz.

## Conseguenze
Nella settimana intercorsa tra il 25 marzo e il 1º aprile 1945 la 3rd Armored Division aveva subito un totale di 125 morti e 504 feriti nei suoi ranghi, oltre a vedersi distrutti 42 carri armati M4 Sherman, undici carri leggeri e diciannove semicingolati: quasi tutte queste perdite furono registrate nei tre giorni di pesanti combattimenti nella zona di Paderborn. In compenso, nel corso della sua avanzata dal Reno a Paderborn la divisione aveva catturato più di 20000 prigionieri di guerra, oltre a prendere o mettere fuori combattimento 66 veicoli corazzati, circa 200 pezzi d'artiglieria e 1250 veicoli di altri tipo.
La dura resistenza offerta dai tedeschi a Paderborn non fece altro che rallentare di poco l'inevitabile chiusura della sacca della Ruhr: un'area rettangolare di 120 per 48 chilometri, comprendente buona parte delle industrie belliche tedesche. L'intelligence statunitense aveva calcolato che 70000 o forse 150000 soldati tedeschi erano rimasti intrappolati all'interno della sacca, ma queste stime si rivelarono largamente inferiori al reale: nonostante Model avesse più volte chiesto il permesso di ripiegare dalla Ruhr verso i monti dello Harz, Hitler vietò categoricamente ogni ritirata e ordinò all'Heeresgruppe B di asserragliarsi a difesa in attesa di un contrattacco esterno che avrebbe dovuto rompere l'accerchiamento e ristabilire i contatti; questo ordine portò unicamente all'intrappolamento nella sacca di sette corpi d'armata, diciannove divisioni e numerosi reparti di retrovia tedeschi, per un totale di circa 370000 uomini. Nessun contrattacco di salvataggio fu mai organizzato, mentre i reparti statunitensi andavano progressivamente restringendo il territorio della sacca: senza più rifornimenti, le unità tedesche iniziarono ad arrendersi in massa e la sacca collassò completamente entro il 18 aprile, lasciando un enorme varco in tutto lo schieramento tedesco sul fronte occidentale.